# Artificial Selection
Artificial Selection es el octavo álbum de estudio de la banda estadounidense de post-hardcore Dance Gavin Dance. Fue lanzado el 8 de junio de 2018 en Rise Records. Es la continuación del séptimo álbum de estudio de la banda, Mothership (2016) y es su tercer lanzamiento de estudio consecutivo con la misma formación. El álbum fue producido por Kris Crummett, Erik Ron y Dryw Owens, y fue producido por Dance Gavin Dance, lo que lo convierte en el primer lanzamiento de la banda que presenta a más de un productor.
El álbum fue apoyado por cuatro sencillos; "Midnight Crusade", "Son of Robot", "Care" y "Count Bassy". Para promocionar el álbum, la banda realizó una gira como apoyo en dos de las giras norteamericanas de Underoath en 2018, se embarcó en el Artificial Selection Tour y actuó en su propio festival SwanFest. El 31 de mayo de 2019, el grupo lanzó una versión instrumental del álbum en plataformas de transmisión y descarga digital.

## Antecedentes
Después de una extensa gira en apoyo de su séptimo álbum de estudio, Mothership (2016), Dance Gavin Dance comenzó a escribir y grabar material nuevo para su octavo álbum de estudio en 2017. La banda lanzó una versión de estudio del sencillo de Bruno Mars "That's What I Like", para Punk Goes Pop vol. 7, el 1 de junio de 2017. Poco después, el grupo lanzó el sencillo independiente "Summertime Gladness" el 15 de junio. Después de realizar giras internacionales con otros grupos musicales como The Contortionist, Hail the Sun y Polyphia, entre otros, y Al aparecer en el Vans Warped Tour de 2017, la banda insinuó que grabaría su octavo álbum de estudio en octubre de 2017. El grupo interpretó su séptimo álbum, Mothership, en su totalidad en The Mothership Tour en diciembre de 2017.
Dance Gavin Dance se embarcó en una gira europea y británica con la banda estadounidense de metalcore Veil of Maya en marzo de 2018.

## Lanzamiento y promoción
La banda anunció Artificial Selection el 23 de marzo de 2018, revelando paquetes de pedidos anticipados, la portada del álbum y la lista de canciones.
La banda lanzó cuatro sencillos y tres videos musicales antes del lanzamiento del álbum. El 4 de abril de 2018, la banda lanzó el sencillo principal "Midnight Crusade", acompañado de su video musical. Dos días después, "Midnight Crusade" estuvo disponible en Spotify y Apple Music. El 4 de mayo de 2018, la banda lanzó el segundo sencillo, "Son of Robot". El tercer sencillo, "Care", acompañado de su video musical, se lanzó el 25 de mayo. El cuarto sencillo, "Count Bassy", se lanzó el 5 de junio de 2018, junto con su video musical.
El 31 de mayo de 2019, la banda lanzó una versión instrumental del álbum de estudio.

## Lista de canciones
| N.º | Título                         | Duración |  |
| 1.  | «Son of Robot»                 | 3:58     |  |
| 2.  | «Midnight Crusade»             | 3:29     |  |
| 3.  | «Suspended in This Disaster»   | 3:19     |  |
| 4.  | «Care»                         | 4:25     |  |
| 5.  | «Count Bassy»                  | 4:05     |  |
| 6.  | «Flash»                        | 3:07     |  |
| 7.  | «The Rattler»                  | 3:22     |  |
| 8.  | «Shelf Life» (con Kurt Travis) | 3:08     |  |
| 9.  | «Slouch»                       | 3:10     |  |
| 10. | «Story of My Bros»             | 3:14     |  |
| 11. | «Hair Song»                    | 3:03     |  |
| 12. | «Gospel Burnout»               | 4:08     |  |
| 13. | «Bloodsucker»                  | 4:19     |  |
| 14. | «Evaporate» (con Andrew Wells) | 4:57     |  |

## Posicionamiento en lista
| Lista (2018)                | Posición |
| --------------------------- | -------- |
| Billboard 200               | 15       |
| Top Rock Albums (Billboard) | 2        |

## Personal
- Tilian Pearson - voz principal
- Jon Mess - voz secundario
- Will Swan - guitarra
- Tim Feerick - bajo
- Matt Mingus - batería, percusión